# Cairns of Coll

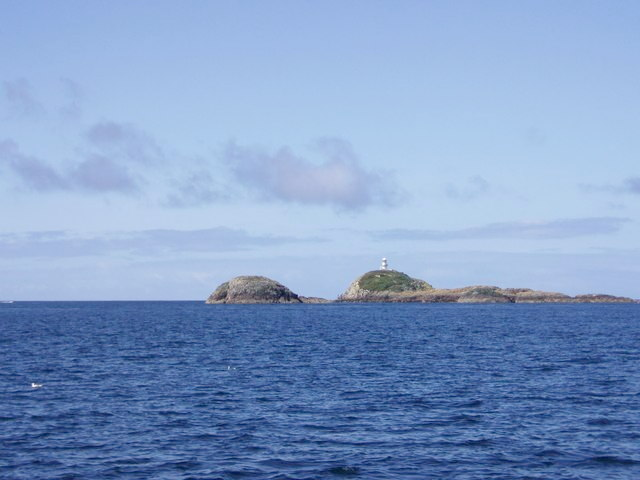
La baliza en el islote de Suil Ghorm

Los Cairns of Coll (literalmente cairns o túmulos de Coll) son un conjunto de islotes y escollos, en aguas poco profundas del mar de las Hébridas. Se extienden una milla y media al norte de la isla de Coll, en las Hébridas Interiores de Escocia, formando así parte de una cadena, de unas 25 millas de largo, compuesta por la isla de Coll y la isla de Tiree (o Tirey), la isla más occidental de las Hébridas Interiores.
En 2014, el escritor Alexander McCall Smith compró los islotes señalando su intención de salvaguardarlos para el patrimonio de Escocia.

## Navegación
Hay una baliza de ocho metros de altura en uno de los islotes más grandes, el Suil Gorm, a media milla de la isla de Col. Aunque el pasaje entre este islote y la isla de Col es navegable por su profundidad, la rapidez de sus mareas supone un peligro para navegantes que no conocen sus aguas.
Las instrucciones del Almirantazgo británico del siglo xix advertían ya del peligro que supone navegar entre ellas salvo para embarcaciones pequeñas con personas conocedores de la zona.

## Flora y fauna
La fauna alrededor de los islotes incluye mamíferos marinos como marsopas, focas, orcas y el rorcual aliblanco o ballena de minke común. Entre los peces se pueden citar los congrios y el tiburón peregrino que se alimenta en la zona de copépodos como Calanus finmarchicus.
También hay ejemplares de otras especies como kelp, Dendronotus frondosus, Aeolidia papillosa, Leptasterias muelleri, Nemertesia ramosa, N. antennina, Tubularia indivisa, crinoideos y anémonas de mar como Corynactis viridis y Urticina felina.
Las aves marinas de los islotes incluyen a los cormoranes, los charranes o estérnidos y el arao común.